# Aporosa wallichii
Aporosa wallichii är en emblikaväxtart som beskrevs av Joseph Dalton Hooker. Aporosa wallichii ingår i släktet Aporosa och familjen emblikaväxter. Inga underarter finns listade i Catalogue of Life.